# Arrhopalites sericus
Arrhopalites sericus är en urinsektsart som beskrevs av Hermann Gisin 1947. Arrhopalites sericus ingår i släktet Arrhopalites, och familjen Arrhopalitidae. Arten är reproducerande i Sverige.